# Mistrzostwa Świata w Saneczkarstwie 1969
Mistrzostwa Świata w Saneczkarstwie 1969 – jedenasta edycja mistrzostw świata w saneczkarstwie, rozegrana w 1969 roku w zachodnioniemieckim Schönau am Königssee. Rozegrane zostały trzy konkurencje: jedynki kobiet, jedynki mężczyzn oraz dwójki mężczyzn. W tabeli medalowej najlepsza była Austria.
Podczas mistrzostw doszło do tragedii. Polski saneczkarz Stanisław Paczka wypadł z toru i uderzył głową w rosnące obok trasy drzewo ponosząc śmierć na miejscu.

## Wyniki

### Jedynki kobiet
| Medal | Zawodniczka       | Państwo | Czas | Strata |
| ----- | ----------------- | ------- | ---- | ------ |
|       | Petra Tierlich    | NRD     |      |        |
|       | Anna-Maria Müller | NRD     |      |        |
|       | Christina Schmuck | RFN     |      |        |

### Jedynki mężczyzn
| Medal | Zawodnik          | Państwo | Czas | Strata |
| ----- | ----------------- | ------- | ---- | ------ |
|       | Josef Feistmantl  | Austria |      |        |
|       | Manfred Schmid    | Austria |      |        |
|       | Wolfgang Scheidel | NRD     |      |        |

### Dwójki mężczyzn
| Medal | Zawodnicy                      | Państwo | Czas | Strata |
| ----- | ------------------------------ | ------- | ---- | ------ |
|       | Manfred Schmid/Ewald Walch     | Austria |      |        |
|       | Horst Hörnlein/Reinhard Bredow | NRD     |      |        |
|       | Klaus Bonsack/Michael Köhler   | NRD     |      |        |

## Klasyfikacja medalowa
| Miejsce | Państwo | złoto | srebro | brąz | Razem |
| ------- | ------- | ----- | ------ | ---- | ----- |
| 1.      | Austria | 2     | 1      | 0    | 3     |
| 2.      | NRD     | 1     | 2      | 2    | 5     |
| 3.      | RFN     | 0     | 0      | 1    | 1     |